# Astronomia extragaláctica

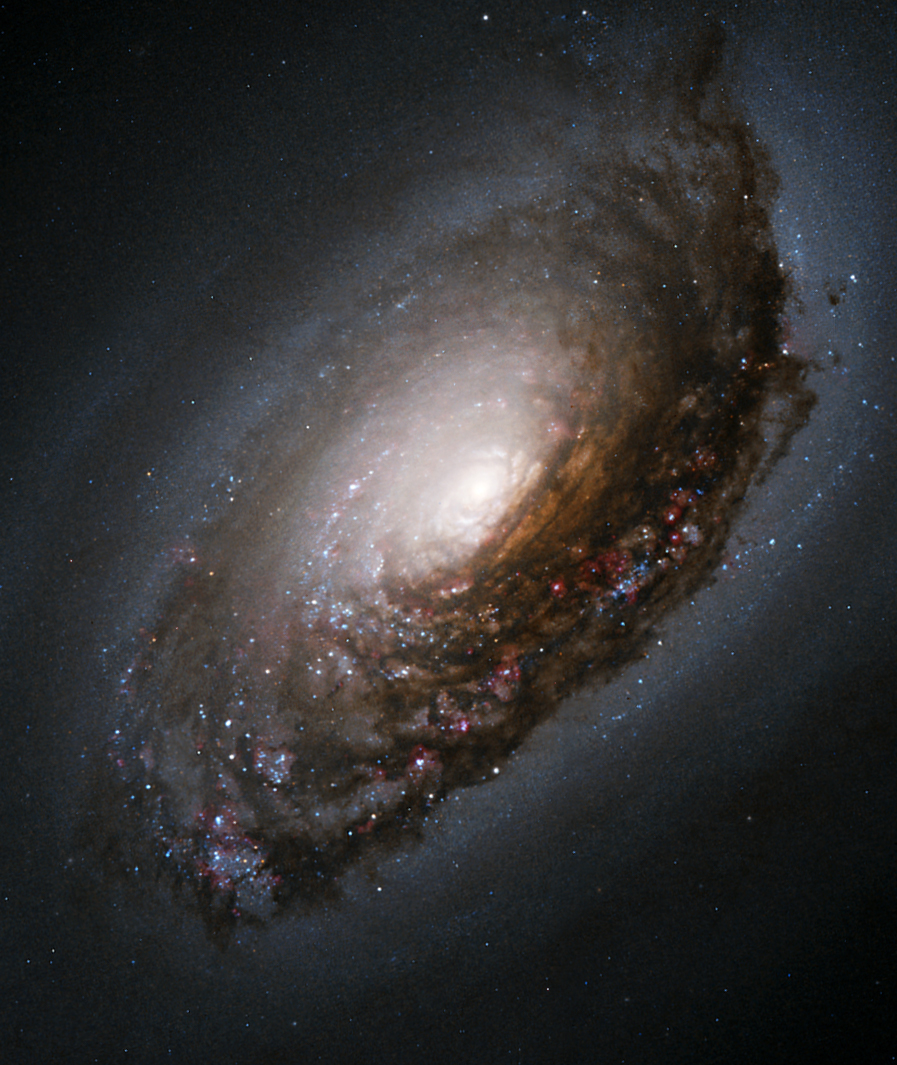
Foto da galáxia NGC 4826 da Constelação da Cabeleira de Berenice.

A astronomia extragaláctica é a parte da astronomia que estuda os objetos situados fora da Via Láctea, sobretudo as outras galáxias. Alternativamente a esta acepção pode-se dizer que a astronomia extragaláctica abrange tudo aquilo que a astronomia galáctica não abrange.
Podemos destacar, dentro da astronomia extragaláctica, os atuais estudos sobre a estrutura em larga escala do Universo, sobre o Grupo Local de galáxias e sobre a formação de estrelas em outras galáxias.

## História
Apesar de a astronomia extragaláctica ter surgido como tal na primeira metade do século XX, o início de sua história remete ao século XVIII quando vários pensadores e filósofos formularam as primeiras teorias de que o Universo seria composto por aglomerados de estrelas semelhantes à nossa galáxia. Em meados de 1775, Immanuel Kant desenvolve e aperfeiçoa esta ideia, relacionando os tais aglomerados estelares com as pequenas e tênues manchas esbranquiçadas observadas por Pierre Louis Moreau de Maupertuis em 1742, criando assim a teoria dos "universos ilha".
Vários observadores, apesar de descrentes quanto à teoria dos "universos ilha", catalogaram as então chamadas nebulosas e acabaram reforçando a tese de Kant, já que, para muitos adeptos da mesma, as nebulosas poderiam, simplesmente, ser os "universos ilha". Por volta de 1910, o astrônomo Vesto Melvin Slipher, do Observatório de Lowell, obteve espectros com exposições de até oitenta horas para várias destas nebulosas revelando acentuadas disparidades entre a velocidade radial destas e a das demais estrelas da Via Láctea, provando assim que as nebulosas e as estrelas não poderiam estar associadas.
As pesquisas também concluíram que as nebulosas realmente se encontravam além dos limites da nossa galáxia, pois se estivessem dentro, as altas velocidades radiais deveriam produzir movimentos mensuráveis, coisa que não acontecia. Várias correntes de pensamento se seguem após as publicações de Slipher, primeiro com o astrônomo holandês Adriaan van Maanen, que tentou, sem sucesso, contestar os dados coletados por Vesto Slipher, e depois com Heber Doust Curtis e Harlow Shapley, que defendiam dois modelos diferentes de Via Láctea e, por conseguinte, dois modelos diferentes de meio extragaláctico.
A astronomia extragaláctica só surgiria como tal em 1923 quando Edwin Powell Hubble descobriu cefeidas na nebulosa de Andrômeda, calculando que por sua distância deveriam estar fora de nossa galáxia e que pelo tamanho da nebulosa, que finalmente pôde ser calculado (relacionando a visibilidade e a distância recém descoberta da mesma), deveria compreender a um objeto de tamanho semelhante ou até maior do que a Via Láctea. Em virtude destas evidências as "nebulosas espirais" passaram a ser consideradas galáxias independentes e a, até então hipotética, existência de outras galáxias foi finalmente comprovada. Surge então a astronomia extragaláctica.

## Astronomia extragaláctica na atualidade

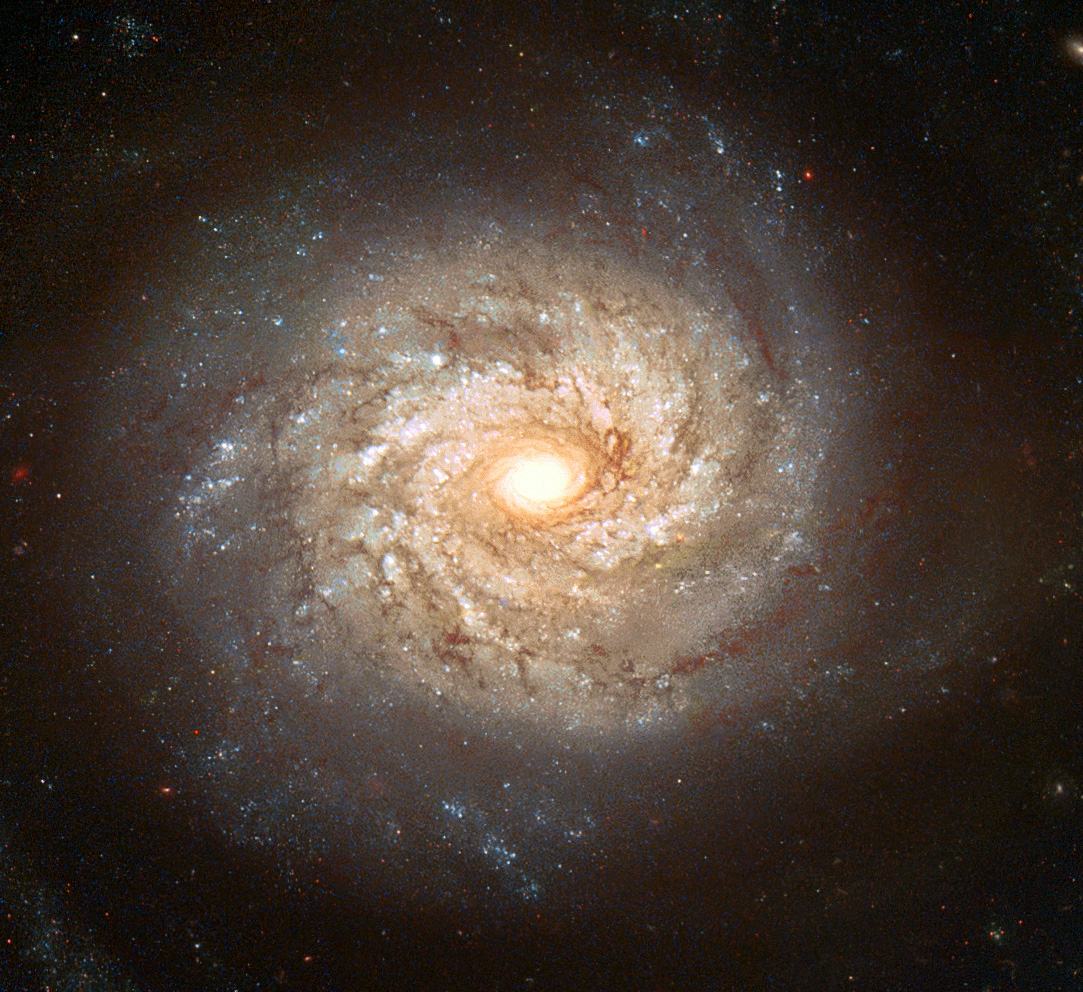
Galáxias distantes, como a NGC 3982 da foto acima, só puderam ser fielmente observadas e estudadas a partir da década de 1990, com o lançamento do Great Observatories program.

Um grande passo para o estudo de outras galáxias foi dado em 1990 quando a NASA lançou o Telescópio Espacial Hubble que em poucos anos ampliou a nossa visão do Universo para muito além dos limites da via-láctea.
Com a visualização e o estudo de outras galáxias foi possível concluir, como já era esperado, que nem todas as galáxias seguem um mesmo padrão morfológico, os cientistas então as classificaram em grupos menores de acordo com seus formatos, propriedades e características. Entre os diferentes tipos de galáxia classificados podemos citar as galáxias elípticas (que são as mais comuns), as galáxias espirais, as galáxias irregulares, as galáxias Seyfert, as radiogaláxias e as galáxias starburst.
A astronomia extragaláctica é um ramo que engloba também o estudo de toda a atividade que ocorre fora da nossa galáxia e não apenas os objetos que lá se encontram.
As galáxias podem possuir massa suficiente para atrair gravitacionalmente outras galáxias, mas normalmente há um equilíbrio razoável fazendo com que as galáxias fiquem próximas mas não a ponto de se encostarem, caracterizando os aglomerados de galáxias. Entretanto, pode ocorrer que duas ou mais galáxias tenham massa suficiente para se atraírem mutualmente, o que ocasiona uma colisão de galáxias.
Há uma outra classe de objetos extragalácticos denominados quasares, suspeita-se que sejam galáxias ou núcleos galácticos supermassivos, mas por estarem de tal forma distantes não é possível definir ao certo todas as suas características, em virtude disso sua real natureza ainda é envolta de mistérios. Na mesma categoria dos quasares encontram-se também os blazares, grupo do qual fazem partes os objetos BL Lacertae e os OVVs, dois tipos bem pouco estudados, mas que provavelmente são quasares sofrendo uma atividade incomum ou atravessando um determinado momento de sua evolução.